# Електронний підсилювач
Електронний підсилювач — підсилювач електричних сигналів, у підсилювальних елементах якого використовується явище електричної провідності у газах, вакуумі та напівпровідниках. Електронний підсилювач може являти собою як самостійний пристрій, так і блок (функціональний вузол) у складі якої-небудь апаратури — радіоприймача, магнітофона, вимірювального приладу тощо.

## Історія
- 1904 — Лі де Форест на основі створеної ним електронної лампи — тріода — розробив пристрій посилення електричних сигналів (підсилювач), що складається з нелінійного елемента (лампи) та статичного опору Ra, включеного в анодне коло.
- 1932 рік — Гаррі Найквіст визначив умови стійкості (здатності працювати без самозбудження) підсилювачів, охоплених негативним зворотним зв'язком.
- 1942 рік — у США побудовано перший операційний підсилювач — підсилювач постійного струму з симетричним (диференціальним) входом і значним власним коефіцієнтом підсилення (більше 1000) як самостійний виріб. Основним призначенням даного класу підсилювачів стало його використання в аналогових обчислювальних пристроях для виконання математичних операцій над електричними сигналами. Звідси його початкова назва — вирішальний.

## Пристрій і принцип дії

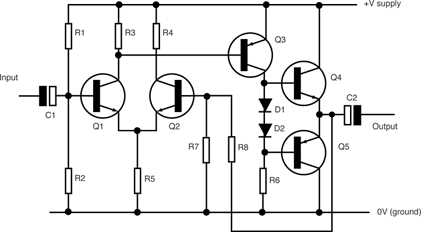
Підсилювач звукової частоти зі зворотним зв'язком. Типова схема

### Структура підсилювача
- Підсилювач являє собою у загальному випадку послідовність каскадів посилення (бувають і однокаскадні підсилювачі), з'єднаних між собою прямими зв'язками.
- У більшості підсилювачів крім прямих присутні і зворотні зв'язки (міжкаскадні і внутрішньокаскадні). Негативні зворотні зв'язки дозволяють поліпшити стабільність роботи підсилювача і зменшити частотні і нелінійні спотворення сигналу. У деяких випадках зворотні зв'язки включають термозалежні елементи (термістори, позистори) — для температурної стабілізації підсилювача, або частотнозалежні елементи — для вирівнювання частотної характеристики.
- Деякі підсилювачі (зазвичай ПВЧ радіоприймальних і радіопередавальних пристроїв) оснащені системами автоматичного регулювання підсилення або автоматичного регулювання потужності. Ці системи дозволяють підтримувати приблизно постійний середній рівень вихідного сигналу при змінах рівня вхідного сигналу.
- Між каскадами підсилювача, а також у його вхідних і вихідних каскадах, можуть включатися атенюатори або потенціометри — для регулювання посилення, фільтри — для формування заданої частотної характеристики і різні функціональні пристрої — нелінійні та інші.
- Як і у будь-якому активному пристрої, у підсилювачі також присутнє джерело первинного або вторинного електроживлення (якщо підсилювач являє собою самостійний пристрій) або схеми, через яку живлення подається з окремого блоку живлення.

### Режими (класи) потужних підсилювальних каскадів
- Особливості вибору режиму потужних каскадів пов'язані із завданнями підвищення ККД і зменшення нелінійних спотворень.
- У залежності від способу розміщення початкової робочої точки підсилювального каскаду на статичних і динамічних характеристиках розрізняють такі режими роботи:

Режим A, струм спокою становить 1/2 максимального
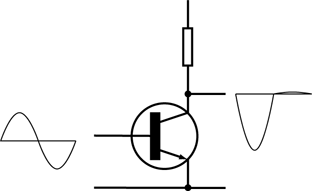
Режим B, струм спокою становить 1-3% від максимального
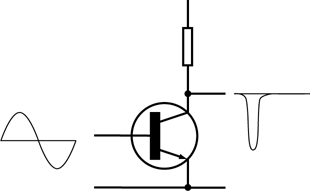
Режим C, нульовий струм спокою
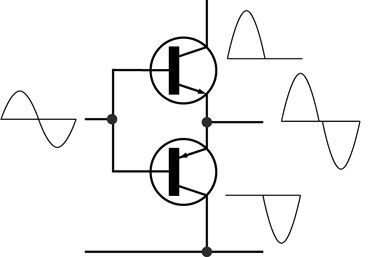
Режим С, двотактний каскад
Кути відсікання сигналу у різних режимах

## Спеціальні види підсилювачів
- Диференціальний підсилювач — підсилювач, вихідний сигнал якого пропорційний різниці двох вхідних сигналів, має два входи і, як правило, симетричний вихід.
- Операційний підсилювач — багатокаскадний підсилювач постійного струму з великими коефіцієнтом посилення і вхідним опором, диференціальним входом і несиметричним виходом з малим вихідним опором, призначений для роботи в пристроях з глибоким негативним зворотним зв'язком.
- Інструментальний підсилювач — призначений для завдань, що вимагають прецизійного посилення з високою точністю передачі сигналу
- Масштабний підсилювач — підсилювач, що змінює рівень аналогового сигналу в задане число разів з високою точністю
- Логарифмічний підсилювач — підсилювач, вихідний сигнал якого приблизно пропорційний логарифму вхідного сигналу
- Квадратичний підсилювач — підсилювач, вихідний сигнал якого приблизно пропорційний квадрату вхідного сигналу
- Інтегруючий підсилювач — підсилювач, сигнал на виході якого пропорційний інтегралу від вхідного сигналу
- Інвертуючий підсилювач — підсилювач, що змінює фазу гармонійного сигналу на 180 ° або полярність імпульсного сигналу на протилежну (інвертор)
- Парафазний (фазоінверсний) підсилювач — підсилювач, застосовуваний для формування двох протифазних напруг
- Малошумлячий підсилювач — підсилювач, в якому прийняті спеціальні заходи для зниження рівня власних шумів, здатних вуалювати підсилюваний слабкий сигнал
- Ізолюючий підсилювач — підсилювач, в якому вхідні і вихідні кола гальванічно ізольовані. Служить для захисту від високої напруги, яка може бути подана на вхідні кола, і для захисту від завад, що поширюються по колах заземлення